# Premis Gaudí de 2019

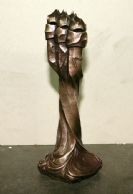
Trofeu dels premis

L' onzena edició dels Premis Gaudí se celebrà el diumenge 27 de gener de 2019. La gala fou presentada pel Mag Lari.

## Palmarès i nominacions
La llista de nominacions la van fer pública els actors David Verdaguer i Núria Prims el dia 11 de desembre de 2018 en una lectura pública a La Pedrera. Els guanyadors es van anunciar el 27 de gener de 2019.

### Gaudí d'Honor-Miquel Porter
- Joan Pera

### Millor pel·lícula
| Pel·lícula                           | Direcció             |
| ------------------------------------ | -------------------- |
| Les distàncies                       | Elena Trapé          |
| Formentera Lady                      | Pau Durà             |
| Jean-François i el sentit de la vida | Sergi Portabella     |
| Yo la busco                          | Sara Gutiérrez Galve |

### Millor pel·lícula en llengua no catalana
| Pel·lícula                   | Direcció       |
| ---------------------------- | -------------- |
| Entre dos aguas              | Isaki Lacuesta |
| El fotógrafo de Mauthausen   | Mar Targarona  |
| Petra                        | Jaime Rosales  |
| Viaje al cuarto de una madre | Celia Rico     |

### Millor direcció
| Director       | Pel·lícula                   |
| -------------- | ---------------------------- |
| Isaki Lacuesta | Entre dos aguas              |
| Celia Rico     | Viaje al cuarto de una madre |
| Elena Trapé    | Les distàncies               |
| Jaime Rosales  | Petra                        |

### Millor guió
| Guionista                                        | Pel·lícula                   |
| ------------------------------------------------ | ---------------------------- |
| Celia Rico                                       | Viaje al cuarto de una madre |
| Clara Roquet, Jaime Rosales i Michel Gaztambide  | Petra                        |
| Elena Trapé, Josan Hatero i Miguel Ibáñez Monroy | Les distàncies               |
| Fran Araújo, Isa Campo i Isaki Lacuesta          | Entre dos aguas              |

### Millor actriu principal
| Actriu            | Pel·lícula                   |
| ----------------- | ---------------------------- |
| Lola Dueñas       | Viaje al cuarto de una madre |
| Alexandra Jiménez | Les distàncies               |
| Bárbara Lennie    | Petra                        |
| Carme Elías       | Quién te cantará             |

### Millor actor principal
| Actor               | Pel·lícula                 |
| ------------------- | -------------------------- |
| Israel Gómez Romero | Entre dos aguas            |
| Àlex Brendemühl     | Petra                      |
| Mario Casas         | El fotógrafo de Mauthausen |
| Sergi López         | La vida lliure             |

### Millor direcció de producció
| Direcció de producció        | Pel·lícula                   |
| ---------------------------- | ---------------------------- |
| Eduard Vallès i Hanga Kurucz | El fotógrafo de Mauthausen   |
| Aitor Martos                 | Entre dos aguas              |
| Edmon Roch i Toni Novella    | Yucatán                      |
| Josep Amorós                 | Viaje al cuarto de una madre |

### Millor documental
| Pel·lícula      | Direcció        |
| --------------- | --------------- |
| Petitet         | Carles Bosch    |
| Commander Arian | Alba Sotorra    |
| I Hate New York | Gustavo Sánchez |
| Trinta lumes    | Diana Toucedo   |

### Millor pel·lícula europea
| Pel·lícula           | Direcció             |
| -------------------- | -------------------- |
| Cold War             | Paweł Pawlikowski    |
| Call Me by Your Name | Luca Guadagnino      |
| Visages, Villages    | Agnès Varda i JR     |
| Phantom Thread       | Paul Thomas Anderson |

### Millor curtmetratge
| Curtmetratge       | Direcció          |
| ------------------ | ----------------- |
| La última virgen   | Bàrbara Farré     |
| Primer estrat      | Ventura Durall    |
| Silencio por favor | Carlos Villafaina |
| Tomorrow           | Andrew Tarbet     |

### Millor pel·lícula per televisió
| Pel·lícula         | Direcció          |
| ------------------ | ----------------- |
| Vida privada       | Sílvia Munt       |
| El nom             | Joel Joan         |
| De la ley a la ley | Sílvia Quer       |
| Vilafranca         | Lluís Maria Güell |

### Millor pel·lícula d'animació
| Pel·lícula                   | Direcció                 |
| ---------------------------- | ------------------------ |
| Memòries d'un home en pijama | Carlos Fernández de Vigo |
| Black is Beltza              | Fermin Muguruza          |

### Millor direcció artística
| Direcció artística | Pel·lícula                   |
| ------------------ | ---------------------------- |
| Rosa Ros           | El fotógrafo de Mauthausen   |
| Balter Gallart     | Superlópez                   |
| Laia Ateca         | Quién te cantará             |
| Mireia Carles      | Viaje al cuarto de una madre |

### Millor actriu secundària
| Actriu         | Pel·lícula                   |
| -------------- | ---------------------------- |
| Anna Castillo  | Viaje al cuarto de una madre |
| Clara Segura   | Durante la tormenta          |
| Maria Ribera   | Les distàncies               |
| Marisa Paredes | Petra                        |

### Millor actor secundari
| Actor            | Pel·lícula                 |
| ---------------- | -------------------------- |
| Oriol Pla        | Petra                      |
| Alain Hernández  | El fotógrafo de Mauthausen |
| Eduard Fernández | Todos lo saben             |
| Miki Esparbé     | Les distàncies             |

### Millor muntatge
| Muntador         | Pel·lícula                      |
| ---------------- | ------------------------------- |
| Sergi Dies       | Entre dos aguas                 |
| Ana Pfaff        | Con el viento                   |
| Bernat Vilaplana | Jurassic World: El regne caigut |
| Liana Artigal    | Les distàncies                  |

### Millor música original
| Compositor                | Pel·lícula                           |
| ------------------------- | ------------------------------------ |
| Kiko Veneno i Raül Refree | Entre dos aguas                      |
| Diego Navarro             | El fotógrafo de Mauthausen           |
| Gerard Pastor             | Jean-François i el sentit de la vida |
| Josep Sanou               | Petitet                              |

### Millor fotografia
| Director de fotografia | Pel·lícula                      |
| ---------------------- | ------------------------------- |
| Diego Dussuel          | Entre dos aguas                 |
| Eduard Grau            | Quién te cantará                |
| Hélène Louvart         | Petra                           |
| Óscar Faura            | Jurassic World: El regne caigut |

### Millor vestuari
| Candidats                              | Pel·lícula                   |
| -------------------------------------- | ---------------------------- |
| Mercè Paloma                           | El fotógrafo de Mauthausen   |
| Alberto Valcárcel i Cristina Rodríguez | Superlópez                   |
| Clara Bilbao                           | La sombra de la ley          |
| Vinyet Escobar                         | Viaje al cuarto de una madre |

### Millor so
| Candidats                                 | Pel·lícula                      |
| ----------------------------------------- | ------------------------------- |
| Alejandro Castillo i Amanda Villavieja    | Entre dos aguas                 |
| Oriol Tarragó                             | Jurassic World: El regne caigut |
| Albert Manera i Amanda Villavieja         | Viaje al cuarto de una madre    |
| Marc Orts, Oriol Tarragó i Sergio Bürmann | Superlópez                      |

### Millors efectes visuals
| Candidats                                  | Pel·lícula                 |
| ------------------------------------------ | -------------------------- |
| Laura Pedro, Lluís Rivera i Ricard Barriga | Superlópez                 |
| Àlex Villagrasa i Lluís Rivera             | Durante la tormenta        |
| Félix Bergés i Lluís Rivera                | La sombra de la ley        |
| Jordi San Agustín                          | El fotógrafo de Mauthausen |

### Millor maquillatge i perruqueria
| Maquillador                    | Pel·lícula                 |
| ------------------------------ | -------------------------- |
| Caitlin Acheson i Jesús Martos | El fotógrafo de Mauthausen |
| Caitlin Acheson i Jesús Martos | Down a Dark Hall           |
| Jesús Martos i Montse Sanfeliu | Superlópez                 |
| Noe Montes i Raquel Fidalgo    | La sombra de la ley        |